# میزبانی ضدگلوله
میزبانی ضد گلوله (به انگلیسی: Bulletproof hosting) به فضایی گفته می‌شود که قوانین آسان‌گیرانه‌ای دارد و به مشترکان خود اجازه هر کاری را می‌دهد حال آن‌که اکثر فضاهای میزبانی، نرم‌افزارهای ضد اسپم و خط‌مشی‌های خاص خود را دارند. این فضاها معمولاً توسط اسپمرها، هکرها، وب‌سایت‌های قمار بازی آنلاین و سایت‌های پورنوگرافی خریداری و استفاده می‌شوند که معمولاً دولت‌ها با این گونه سایت‌ها برخورد جدی می‌کنند.
معمولاً این گونه میزبانی را برای فرار از قانون و خط‌مشی‌های سخت‌گیرانه استفاده می‌کنند. اکثر میزبانی‌های ضد‌گلوله در چین و روسیه واقع هستند. اما این قانون همیشه صدق نمی‌کند. (برای مثال McColo یک میزبان ضدگلوله بزرگ که تا سال ۲۰۰۸ فعالیت داشت.)